# 羅馬尼亞21歲以下國家足球隊
羅馬尼亞21歲以下國家足球隊（Echipa naţională de tineret a României，簡稱羅馬尼亞U-21）是羅馬尼亞的21歲以下國家足球代表隊，由羅馬尼亞足球總會負責組織，參加每兩年舉辦一次的歐洲U-21足球錦標賽。

## 競賽歷史
羅馬尼亞U21自1978年首屆開始參加歐洲U-21足球錦標賽，至今只曾於1998年外圍賽8戰8勝晉級決賽週，並獲委為主辦國，但不幸於半準賽1-2負於荷蘭，再於遺材賽加時後僅負德國0-1，而最後與俄羅斯爭逐第七位亦以1-2落敗，三戰全負只獲得第八位。

### 歐青盃歷屆成績
| 年度   | 主辦國   | 冠軍     | 成績        |
| ------ | -------- | -------- | ----------- |
| 1978年 | 主客制   | 南斯拉夫 | 外圍賽出局  |
| 1980年 | 主客制   | 蘇聯     | 外圍賽出局  |
| 1982年 | 主客制   | 英格蘭   | 外圍賽出局  |
| 1984年 | 主客制   | 英格蘭   | 外圍賽出局  |
| 1986年 | 主客制   | 西班牙   | 外圍賽出局  |
| 1988年 | 主客制   | 法國     | 外圍賽出局  |
| 1990年 | 主客制   | 蘇聯     | 外圍賽出局  |
| 1992年 | 主客制   | 義大利   | 外圍賽出局  |
| 1994年 | 法國     | 義大利   | 外圍賽出局  |
| 1996年 | 西班牙   | 義大利   | 外圍賽出局  |
| 1998年 | 羅馬尼亞 | 西班牙   | 第八位（1） |
| 2000年 | 斯洛伐克 | 義大利   | 外圍賽出局  |
| 2002年 | 瑞士     | 捷克     | 外圍賽出局  |
| 2004年 | 德国     | 義大利   | 外圍賽出局  |
| 2006年 | 葡萄牙   | 荷蘭     | 外圍賽出局  |
| 2007年 | 荷蘭     | 荷蘭     | 外圍賽出局  |
| 2009年 | 瑞典     | 德國     | 外圍賽出局  |
| 2011年 | 丹麦     |          |             |

## 外部連結
- （英文）歐洲足協U21國家隊 （页面存档备份，存于）
- （英文）RSSSF：歐青賽全紀錄 （页面存档备份，存于）